# 2011-es cannes-i fesztivál

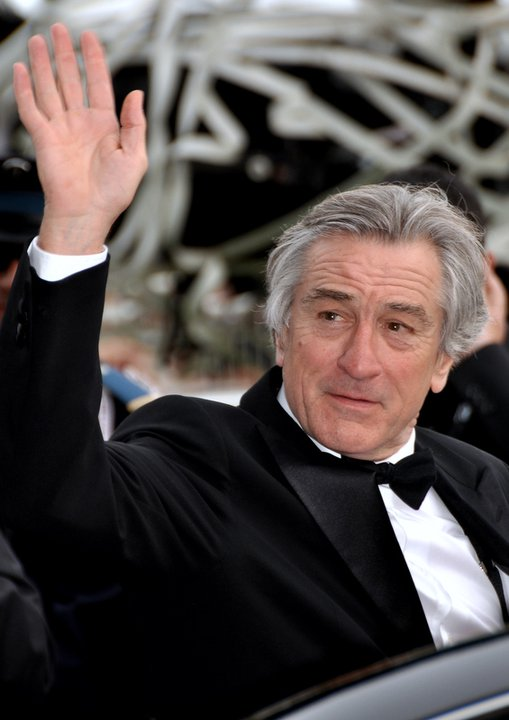
Robert De Niro, a 2011-es cannes-i fesztivál elnöke

A 64. cannes-i fesztivált 2011. május 11. és május 22. között rendezték meg, Robert De Niro amerikai színész-producer-rendező elnökletével. A megnyitó és záróesemények ceremóniamestere Mélanie Laurent francia színésznő volt. A hivatalos versenyprogramban 20 nagyjátékfilm és 9 rövidfilm szerepelt; az Un certain regard szekcióban 21, a Cinéfondation keretében 16, míg versenyen kívül 6 alkotást, valamint különféle szekciókba szervezve további 30 filmet vetítettek. A párhuzamos rendezvények Kritikusok Hete szekciójában 7 nagyjátékfilmet, valamint 10 rövid- és közepes hosszúságú filmet mutattak be, a Rendezők Kéthete elnevezésű szekció keretében pedig 21 nagyjátékfilm (külön vetítésen további négy), valamint 14 alternatív és fikciós kisfilm vetítésére került sor. Aránylag sok elsőfilmes rendező mutatkozott be; az Arany Kameráért 23 nagyjátékfilm versenyzett: 8-8 a hivatalos válogatásból és a Rendezők Kéthete szekcióból, 7 pedig a Kritikusok Hete szekcióból.

## A 2011-es fesztivál
A rendezvénysorozat nyitófilmje Woody Allen versenyen kívül indított Éjfélkor Párizsban című romantikus filmvígjátéka lett, melynek főbb szerepeit Rachel McAdams, Marion Cotillard, Adrien Brody és Carla Bruni játsszák. A fesztiválzáró film francia volt: Christophe Honoré Szerelem nélkül soha című, ugyancsak versenyen kívüli vígjátéka, Catherine Deneuve, Miloš Forman, Louis Garrel és Chiara Mastroianni főszereplésével.

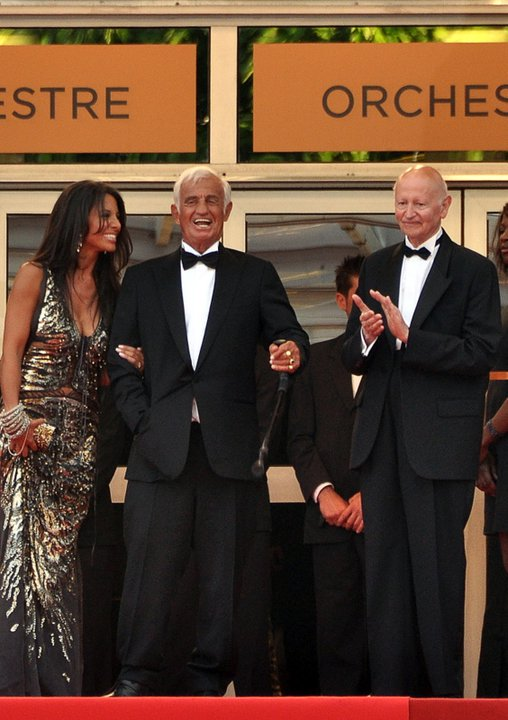
Jean-Paul Belmondót és kísérőjét, Barbara Gandolfit fogadja Gilles Jacob elnök

2011. január 31-én a Francia Filmtár (Cinémathèque Française) bejelentette, hogy befejeződött Stanley Kubrick Mechanikus narancs című filmjének restaurálása, s világpremierje előtt levetítik Cannes-ban. A Cannes-i Klasszikusok keretében további 11 restaurált kópiát mutattak be, közöttük volt Georges Méliès 1902-ben forgatott, Utazás a Holdba című klasszikusának 16 perces, színes változata, melyet hosszú időn át, 1993-as barcelonai előtalálásáig elveszettnek hittek. A film 13 375 kockáját egyenként restaurálták, az Air zenekar pedig zenei aláfestést adott a filmnek.
Az Arany Pálmát az amerikai Terrence Malick Az élet fája című filmje nyerte el. A fesztivál nagydíját megosztva kapta a török Nuri Bilge Ceylan Bir zamanlar Anadolu'da, valamint a belga Dardenne testvérek Srác a biciklivel című alkotása. A legjobb rendezés díját a dán Nicolas Winding Refn vehette át Drive – Gázt! című filmjéért. A legjobb színésznő az amerikai Kirsten Dunst (Melankólia) lett, míg a legjobb színész díjat a francia Jean Dujardin kapta meg az utolsó pillanatban benevezett The Artist – A némafilmes című filmben nyújtott alakításáért. A legjobb forgatókönyv díját Lábjegyzet című alkotásáért Joseph Cedar izraeli író-rendező vette át.
A 2011-es cannes-i fesztivál két hagyományteremtő újdonsággal is szolgált:
- A fesztivál vezetősége úgy határozott, hogy az eddig már többször odaítélt alkalmi különdíjat (Pálmák Pálmája, Tiszteletbeli Arany Pálma, Különdíj) 2011-től Tiszteletbeli Pálma néven rendszeresen átadják annak a neves filmrendezőnek, aki kiemelkedő alkotásai révén méltán megkaphatta volna, mégsem nyerte el soha az Arany Pálmát. Az elismerést nem zsűri ítéli oda, hanem a fesztivál vezetősége; átadására pedig a fesztivál nyitóünnepségén kerül sor ünnepélyes keretek között. 2011-ben Bernardo Bertolucci részesült ebben az elismerésben.[2]
- Ettől az évtől kezdve minden fesztiválon lesz egy díszvendégként meghívott ország, hogy bemutathassa nemzeti filmgyártását. Első alkalommal Egyiptomot érte ez a megtiszteltetés, nem kis politikai felhanggal; a meghíváshoz az apropót Egyiptom közelmúltbeli politikai eseményei adtak, de egyben tisztelgés volt a Cannes-ban mindig jelen lévő filmművészetének is. A rendezvényen levetítették a Tamantashar Yom című filmet, amellyel tíz neves egyiptomi rendező, költségvetés nélkül, önkéntes munkával örökítette a forradalom 18 napjának eseményeit.

Május 17-én ünnepséget rendeztek a francia filmművészet nagy alakja, Jean-Paul Belmondo tiszteletére, melynek keretében levetítették Vincent Perrot és Jeff Domenech róla készített Belmondo, Itinéraire… című dokumentumfilmjét, a 78 éves művész pedig egy Tiszteletbeli Pálmát vehetett át.
A magyar filmművészetet a hivatalos válogatásban nem képviselte alkotás, azonban Kenyeres Bálint jelen volt a fesztiválon: a Cinéfondation keretében alapított Műhely 15 alkotása közt, ő is bemutathatta első nagyjátékfilmje, a Tegnap filmtervét neves filmes szakembereknek, elsősorban producereknek és forgalmazóknak. A Rendezők Kéthete elnevezésű párhuzamos rendezvényén bemutatták Till Attila Csicska című, 28 perces, színes kisjátékfilmjét.
Magyar vonatkozásként meg kell említeni, hogy tizenhat év után ismét felkértek egy magyar filmes szakembert bíráló bizottsági tagnak: Vezér Éva médiamenedzser, a Magyar Filmunió ügyvezető igazgatója az Arany Kamera zsűrijében foglalt helyet. Az Un certain regard szekcióban vetített Miss Bala című mexikói filmdráma operatőre Erdély Mátyás volt, a Rendezők Kéthete keretében vetített, az ír Rebecca Daly által készített Halálos ébredés pedig magyar koprodukcióban készült.
Szőcs Géza kultúráért felelős államtitkár a fesztivál idején találkozott a nemzetközi filmszakma és sajtó képviselőivel, akiket tájékoztatott a budapesti nemzetközi filmfesztivál (Budapest International Film Festival – BIFF) megrendezésének tervéről.

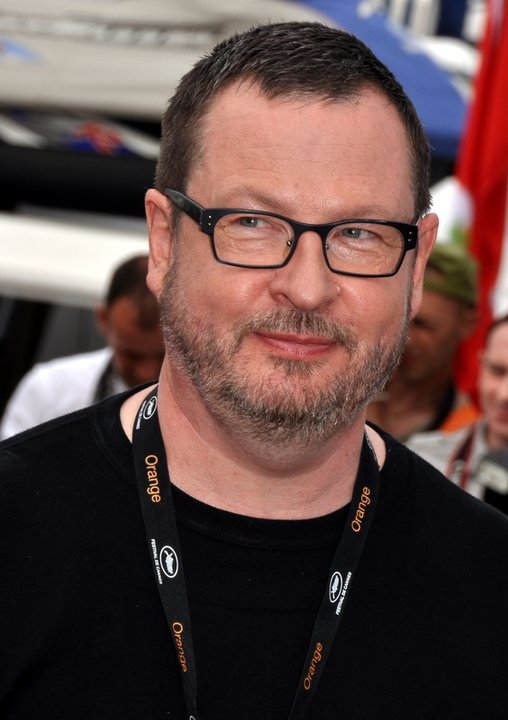
Lars von Trier-nek a náci rezsimmel kapcsolatos provokatív kijelentései felkavarták a fesztivál állóvizét

A filmünnepen kényes politikai színezetű közjáték is történt. Noha utólag bocsánatot kért, a fesztivál adminisztratív tanácsa azonnali hatállyal nemkívánatos személynek nyilvánította Lars von Trier dán rendezőt, aki Melankólia című alkotásának hivatalos vetítése után tartott sajtótájékoztatón „elfogadhatatlan, intoleráns, a fesztivál szellemiségével ellenkező” kijelentéseket tett.

## Zsűri

### Versenyprogram
- Robert De Niro, színész –  Amerikai Egyesült Államok – a zsűri elnöke
- Olivier Assayas, filmrendező –  Franciaország
- Martina Gusman, színésznő –  Argentína
- Mahamat-Saleh Haroun, filmrendező –  Csád
- Jude Law, színész –  Egyesült Királyság
- Si Nanszun (Shi Nansun), producer  Kína
- Uma Thurman, színésznő, forgatókönyvíró, producer –  Amerikai Egyesült Államok
- Johnnie To, filmrendező, producer –  Hongkong
- Linn Ullmann, író, kritikus –  Norvégia

### Cinéfondation és rövidfilmek
- Michel Gondry forgatókönyvíró, filmrendező –  Franciaország – a zsűri elnöke
- Julie Gayet, színésznő –  Franciaország
- Jessica Hausner, filmrendező és producer –  Ausztria
- Corneliu Porumboiu, filmrendező –  Románia
- João Pedro Rodrigues, filmrendező –  Portugália

### Un Certain Regard
- Emir Kusturica, filmrendező –  Szerbia – a zsűri elnöke
- Élodie Bouchez, színésznő –  Franciaország
- Peter Bradshaw, filmkritikus (The Guardian) –  Egyesült Királyság
- Geoffroy Gilmore, a Tribeca Enterprises művészeti igazgatója –  Amerikai Egyesült Államok
- Daniela Michel, a Morelia Nemzetközi Filmfesztivál igazgatója -  Mexikó

### Arany Kamera
- Bong Joon-Ho, filmrendező –  Dél-Korea – a zsűri elnöke
- Robert Alazraki, operatőr –  Franciaország
- Daniel Colland, a Laboratoire Cinedia igazgatója –  Franciaország
- Danièle Heymann, filmkritikus –  Franciaország
- Jacques Maillot, filmrendező –  Franciaország
- Alex Masson, filmkritikus –  Franciaország
- Vezér Éva, a Magyar Filmunió ügyvezető igazgatója –  Magyarország

## Hivatalos válogatás

### Nagyjátékfilmek versenye
- Bir zamanlar Anadolu'da – rendező: Nuri Bilge Ceylan
- Drive (Drive – Gázt!)[8] – rendező: Nicolas Winding Refn
- Habemus Papam (Van pápánk!) – rendező: Nanni Moretti
- Hanezu no cuki – rendező: Kavasze Naomi
- Hearat Shulayim (Lábjegyzet) – rendező: Joseph Cedar
- La piel que habito (A bőr, amelyben élek) – rendező: Pedro Almodóvar
- L'apollonide – Souvenirs de la maison close (Bordélyház) – rendező: Bertrand Bonello
- La source des femmes (Az asszonyok kútja) – rendező: Radu Mihaileanu
- Le gamin au vélo (Srác a biciklivel) – rendező: Dardenne testvérek
- Le Havre (Kikötői történet) – rendező: Aki Kaurismäki
- Melancholia (Melankólia) – rendező: Lars von Trier
- Michael (Michael) – rendező: Markus Schleinzer
- Pater – rendező: Alain Cavalier
- Polisse – rendező: Maïwenn
- Seppuku[9] – rendező: Miike Takasi
- Sleeping Beauty – rendező: Julia Leigh
- The Artist (The Artist – A némafilmes) – rendező: Michel Hazanavicius
- The Tree of Life (Az élet fája) – rendező: Terrence Malick
- This Must Be the Place – rendező: Paolo Sorrentino
- We Need to Talk About Kevin (Beszélnünk kell Kevinről) – rendező: Lynne Ramsay

### Nagyjátékfilmek versenyen kívül
- Bollywood: The Greatest Love Story Ever Told – rendező: Rakeysh Omprakash Mehra
- La conquête – rendező: Xavier Durringer
- Les bien-aimés (Szerelem nélkül soha)[8] – rendező: Christophe Honoré
- Midnight in Paris (Éjfélkor Párizsban) – rendező: Woody Allen
- Pirates of the Caribbean: On Stranger Tides (A Karib-tenger kalózai: Ismeretlen vizeken) – rendező: Rob Marshall
- The Beaver (A hódkóros) – rendező: Jodie Foster

#### Éjféli előadások
- Días de Gracia Everardo – rendező: Valerio Gout
- Vu hszia (Wu xia) – rendező: Csan Peter Ho-Szun (Chan Peter Ho-Sun)

#### Különleges előadások
- Al-boustaguy – rendező: Hussein Kamal
- Duch, le maître des forges de l’enfer – rendező: Rithy Panh
- In film nist – rendező: Mojtaba Mirtahasebi és Dzsafar Panahi
- La khaoufa baada al’Yaoum (Többé már nem félünk) – rendező: Mourad ben Cheikh
- Labrador – rendező: Frederikke Aspöck
- Michel Petrucciani – rendező: Michael Radford
- Tamantashar Yom – rendező: Ahmad Abdasllah, Mariam Abou Ouf, Kamla Abu Zikri, Ahmed Alaa, Mohamed Ali, Sherif Arafa, Sherif El Bendary, Marwan Hamed, Khaled Marei, Yousry Nasrallah
- Tous au Larzac – rendező: Christian Rouaud
- The Big Fix (A nagy umbulda)[8] – rendező: Josh Tickell

#### Cannes-i Klasszikusok
- A Bronx Tale (Bronxi mese)[8] – rendező: Robert De Niro
- A Clockwork Orange (Mechanikus narancs) – rendező: Stanley Kubrick
- Belmondo, Itineraire… – rendező: Vincent Perrot és Jeff Domenech
- Chronique d'un été (Egy nyár krónikája) – rendező: Edgar Morin és Jean Rouch
- Corman’s Worls: Exploits of a Hollywood Rebel – rendező: Alex Stapleton
- Despair (Despair - Utazás a fénybe) – rendező: Rainer Werner Fassbinder
- Hudutlarin kanunu – rendező: Ömer Lütfi Akad
- A megalkuvó (Il conformista – rendező: Bernardo Bertolucci
- Il était une fois… Orange mécanique[10] – rendező: Antoine de Gaudemar
- Kurosawa, la voie – rendező: Catherine Cadou
- La macchina ammazzacattivi (Az igazsággép) – rendező: Roberto Rossellini
- L'assassino (A gyilkos) – rendező: Elio Petri
- Le sauvage (A vadember) – rendező: Jean-Paul Rappeneau
- Le Voyage dans la lune (Utazás a Holdba)[8] – rendező: Georges Méliès
- Les enfants du paradis (Szerelmek városa) – rendező: Marcel Carné
- Niemandsland (Senkiföldje) – rendező: Victor Trivas
- Puzzle of a Downfall Child (Egy bukott gyermek portréja) – rendező: Jerry Schatzberg
- Rue cases nègres (A négerek utcája) – rendező: Euzhan Palcy
- The look – rendező: Angelina Maccarone

### Un Certain Regard
- Arirang – rendező: Kim Gidok (김기덕, Kim Ki-duk)
- Bé omid é didar – rendező: Mohammad Rasoulof
- Bonsái – rendező: Cristián Jiménez
- Book chon bang hyang[11] – rendező: Hong Sang-soo
- Elena (Elena) – rendező: Andrej Petrovics Zvjagincev
- Halt auf freier Strecke (Járhatatlan út) – rendező: Andreas Dresen
- Hors satan – rendező: Bruno Dumont
- Hwanghae[12] (A Sárga-tenger) – rendező: Na Hong-jin
- A Kilimandzsáró hava (Les neiges du Kilimandjaro) – rendező: Robert Guédiguian
- L'exercice de l'État (Államérdekből) – rendező: Pierre Schöller
- Loverboy (Loverboy) – rendező: Catalin Mitulescu
- Martha Marcy May Marlene (Martha Marcy May Marlene) – rendező: Sean Durkin
- Miss Bala – rendező: Gerardo Naranjo
- Ohotnik – rendező: Bakur Bakuradze
- Oslo, 31. august (Oslo, Augusztus) – rendező: Joachim Trier
- Restless (A nyugtalanság kora) – rendező: Gus Van Sant
- Skoonheid (Szépség) – rendező: Oliver Hermanus
- Tatsumi (Tatsumi) – rendező: Eric Khoo
- Toomelah – rendező: Ivan Sen
- Trabalhar Cansa – rendező: Marco Dutra és Juliana Rojas
- Et maintenant on va où ? (És most merre?) – rendező: Nadine Labaki

### Rövidfilmek versenye
- Badpakje 46 – rendező: Wannes Destoop
- Bear – rendező: Nash Edgerton
- Ce n’est rien – rendező: Nicolas Roy
- Cross – rendező: Maryna Vroda
- Ghost – rendező: Dahci Ma
- Kjøttsår – rendező: Lisa Marie Gamlem
- Meathead – rendező: Sam Holst
- Paternal Womb – rendező: Megumi Tazaki
- Soy tan feliz – rendező: Vladimir Durán

### Cinéfondation
- A viagem – rendező: Simão Cayatte (Columbia University,  Amerikai Egyesült Államok)
- Al Martha Lauf – rendező: Ma'ayan Rypp (Tel Aviv University,  Izrael)
- Befetach Beity – rendező: Anat Costi (Bezalel Academy,  Izrael)
- Bento monogatari – rendező: Pieter Dirkx (Sint-Lukas University,  Belgium)
- Big Muddy – rendező: Jefferson Moneo (Columbia University,  Amerikai Egyesült Államok)
- Cagey Tigers – rendező: Aramisova (Filmová a televizní fakulta Akademie múzických umění v Praze,  Csehország)
- Der brief – rendező: Doroteya Droumeva (Deutsche Film- und Fernsehakademie Berlin,  Németország)
- Der Wechselbalg – rendező: Maria Steinmetz (Hochschule für Film und Fernsehen „Konrad Wolf”,  Németország)
- Drari – rendező: Kamal Lazraq (La Fémis,  Franciaország)
- Duelo antes da noite – rendező: Alice Furtado (Universidade Federal Fluminense,  Brazília)
- La fiesta de Casamiento – rendező: Gastón Margolin és Martín Morgenfeld (Universidad del Cine,  Argentína)
- L'estate che non viene – rendező: Pasquale Marino (Centro Sperimentale di Cinematografia,  Olaszország)
- Salsipuedes – rendező: Mariano Luque (Universidad Nacional de Córdoba,  Argentína)
- Suu et Uchikawa – rendező: Nathanael Carton (New York University Tisch School of the Arts Asia,  Szingapúr)
- The Agony and Sweat of The Human Spirit – rendező: D. Jesse Damazo és Joe Bookman (University of Iowa,  Amerikai Egyesült Államok)
- Ya-gan-bi-hang – rendező: Son Tae-gyum (Chung-Ang University,  Dél-Korea)

## Párhuzamos rendezvények

### Kritikusok Hete

#### Nagyjátékfilmek
- 17 filles (17 lány) – rendező: Delphine Coulin és Muriel Coulin
- Avé (Avé) – rendező: Konstantin Bojanov
- Csang o (Chang e)[13] – rendező: Peng Cou (Peng Zou)
- Las acacias – rendező: Pablo Giorgelli
- Snowtown (A Snowtown-i gyilkosságok) – rendező: Justin Kurzel
- Take Shelter – rendező: Jeff Nichols
- The Slut – rendező: Hagar Ben Asher

#### Rövid- és középhosszú filmek
- Alexis Ivanovitch vous êtes mon héros – rendező: Guillaume Gouix
- Black Moon – rendező: Amie Siegel
- Blue – rendező: Stephan Kang
- Boy – rendező: Topaz Adizes
- Bul-Myul-Ui-Sa-Na-Ie – rendező: Moon Byoung-gon
- Dimanches – rendező: Valéry Rosier
- In Front of the House – rendező: Lee Tae-ho
- Junior – rendező: Julia Ducournau
- La inviolabilidad del domicilio se basa en el hombre que aparece empunando un hacha – rendező: Alex Piperno
- Permanências – rendező: Ricardo Alves Júnior

### Rendezők Kéthete

#### Nagyjátékfilmek
- Après le sud – rendező: Jean-Jacques Jauffret
- Atmen (Lélegzés) – rendező: Karl Markovics
- Blue Bird – rendező: Gust Van den Berghe
- Busong – rendező: Auraeus Solito
- Chatrak – rendező: Vimukthi Jayasundara
- Code Blue – rendező: Urszula Antoniak
- Corpo celeste – rendező: Alice Rohrwacher
- Eldfjall (Tűzhányó) – rendező: Rúnar Rúnarsson
- En ville – rendező: Bertrand Schefer és Valérie Mréjen
- Impardonnables – rendező: André Téchiné
- Jeanne captive – rendező: Philippe Ramos
- La fée (A tündér) – rendező: Fiona Gordon, Dominique Abel és Bruno Romy
- La fin du silence – rendező: Roland Edzard
- Les géants – rendező: Bouli Lanners
- O Abismo prateado – rendező: Karim Aïnouz
- Ostrovat[14] – rendező: Kamen Kalev
- Play – rendező: Ruben Östlund
- Porfirio – rendező: Alejandro Landes
- Return – rendező: Liza Johnson
- Sur la planche – rendező: Leïla Kilani
- The Other Side Of Sleep (Halálos ébredés) – rendező: Rebecca Daly

#### Különleges előadások
- Des jeunes gens modernes – rendező: Jérôme de Missolz
- El velador – rendező: Natalia Almada
- Koi no Cumi – rendező: Szono Sion
- La nuit elles dansent – rendező: Isabelle Lavigne és Stéphane Thibault

#### Rövidfilmek
- Armand 15 ans l'été – rendező: Blaise Harrison
- Bielutin - Dans le jardin du temps – rendező: Clément Cogitore
- Boro In The Box – rendező: Bertrand Mandico
- Cigarette at Night – rendező: Duane Hopkins
- Csicska – rendező: Till Attila
- Demain, ça sera bien – rendező: Pauline Gay
- Fourplay: Tampa – rendező: Kyle Henry
- Killing the Chickens to Scare the Monkeys – rendező: Jens Assur
- La Conduite de la Raison – rendező: Aliocha
- Las Palmas – rendező: Johannes Nyholm
- Le Songe de Poliphile – rendező: Camille Henrot
- Mila Caos – rendező: Simon Paetau
- Nuvem – rendező: Basil da Cunha
- Vice Versa One – rendező: Shahrbanoo Sadat

## Díjak

### Nagyjátékfilmek
- Arany Pálma: The Tree of Life (Az élet fája) – rendező: Terrence Malick
- Nagydíj (megosztva):
  - Bir zamanlar Anadolu'da – rendező: Nuri Bilge Ceylan
  - Le gamin au vélo (Srác a biciklivel) – rendező: Jean-Pierre és Luc Dardenne
- A zsűri díja: Polisse – rendező: Maïwenn
- Legjobb rendezés díja: Drive (Drive – Gázt!) – rendező: Nicolas Winding Refn
- Legjobb női alakítás díja: Kirsten Dunst – Melancholia (Melankólia)
- Legjobb férfi alakítás díja: Jean Dujardin – The Artist (The Artist – A némafilmes)
- Legjobb forgatókönyv díja: Hearat Shulayim (Lábjegyzet) – forgatókönyvíró-rendező: Joseph Cedar

### Un Certain Regard
- Un Certain Regard díj (megosztva):
  - Arirang – rendező: Kim Gidok (김기덕, Kim Ki-duk)
  - Halt auf freier Strecke (Járhatatlan út) – rendező: Andreas Dresen
- Un Certain Regard zsűri különdíja: Elena (Elena) – rendező: Andrej Petrovics Zvjagincev
- Un Certain Regard legjobb rendezés díja: Bé omid é didar – rendező: Mohammad Rasoulof

### Rövidfilmek
- Arany Pálma (rövidfilm): Cross – rendező: Maryna Vroda
- A zsűri díja (rövidfilm): Badpakje 46 – rendező: Wannes Destoop

### Cinéfondation
- A Cinéfondation első díja: Der brief – rendező: Doroteya Droumeva
- A Cinéfondation második díja: Drari – rendező: Kamal Lazraq
- A Cinéfondation harmadik díja: Ya-gan-bi-hang – rendező: Son Tae-gyum

### Arany Kamera
- Arany Kamera: Las Acacias[15] – rendező: Pablo Giorgelli

### Egyéb díjak
- Tiszteletbeli Pálma:
  - Bernardo Bertolucci
  - Jean-Paul Belmondo
- FIPRESCI-díj:
  - Le Havre (Kikötői történet) – rendező: Aki Kaurismäki
  - L'exercice de l'État (Államérdekből)[16] – rendező: Pierre Schöller
  - Take Shelter[15] – rendező: Jeff Nichols
- Technikai nagydíj: José Luis Alcaine operatőr – La piel que habito (A bőr, amelyben élek)
- Technikai-művészi külön dicséret: Joe Bini vágó és Paul Davies hangmérnök – We Need to Talk About Kevin (Beszélnünk kell Kevinről)
- Ökumenikus zsűri díja: This Must Be the Place – rendező: Paolo Sorrentino
- Ifjúság díja: La piel que habito (A bőr, amelyben élek) – rendező: Pedro Almodóvar
- François Chalais-díj: Et maintenant on va où ? (És most merre?) – rendező: Nadine Labaki
- Queer Pálma: Skoonheid (Szépség)[16] – rendező: Oliver Hermanus
- Chopard Trófea: Astrid Bergès-Frisbey, Niels Schneider

## Hírességek
Anouk Aimée, Yvan Attal, Antonio Banderas, Nathalie Baye, Jean-Paul Belmondo, Paul Belmondo, Bernardo Bertolucci, Michel Boujenah, Carole Bouquet, Adrien Brody, Nicole Calfan, Naomi Campbell, Laetitia Casta, Claudia Cardinale, François Cluzet, Costa-Gavras, Penélope Cruz, Rosario Dawson, Johnny Depp, Catherine Deneuve, Faye Dunaway, Kirsten Dunst, André Dussolier, Jane Fonda, Peter Fonda, Jodie Foster, Charlotte Gainsbourg, Louis Garrel, Mel Gibson, Ryan Gosling, Melanie Griffith, Larry Hagman, Salma Hayek, Dustin Hoffman, Isabelle Huppert, John Hurt, Angelina Jolie, Milla Jovovich, Gérard Jugnot, Takesi Kanesiro, Tchéky Karyo, Doutzen Kroes, Gong Li, Ximena Navarrete, Chiara Mastroianni, Jason Mraz, Sean Penn, Vincent Perez, Michel Piccoli, Brad Pitt, Bar Refaeli, Tim Robbins, Jean Rochefort, Zoë Saldana, Gus Van Sant, Claudia Schiffer, Michael Sheen, Stellan Skarsgård, Gwen Stefani, Audrey Tautou, Lambert Wilson, Owen Wilson, Donnie Yen, Almá Zak